# Canon EOS-1Ds Mark III
La Canon EOS-1Ds Mark III è una fotocamera reflex digitale (DSLR) presentata dalla Canon il 20 agosto 2007. Con un sensore da 21,1 megapixel, è concepita per un utilizzo professionale. Sostituisce la Canon EOS-1Ds Mark II ed è disponibile sul mercato a partire da ottobre 2007. Caratteristiche salienti sono i convertitori A/D a 14 bit che permettono una profondità di 16384 colori per pixel, il "Live view" e la presenza di due processori DIGIC III che permettono di scattare fino a 5 fotogrammi al secondo. Come da tradizione Canon per le fotocamere di fascia professionale, è completamente tropicalizzata.
In paragone con la Canon EOS-1D Mark II, la 1Ds Mark III offre una risoluzione più elevata ma una velocità inferiore. È per questo più adatta alla foto in studio, laddove la 1D Mark III è più indicata per utilizzi come la fotografia sportiva. Condivide comunque diverse tecnologie con la EOS-1D Mark III come il sistema di lettura esposimetrica a 63 zone, il sistema autofocus con 19 punti di tipo a croce (integrato da altri 26 di tipo standard), il display da 3.0" con live view ed il sistema integrato di pulizia del sensore (Canon EOS Integrated Cleaning System).
Il sensore CMOS integra un nuovo disegno dei fotosensori con circuito di riduzione del rumore on-chip, questo permette alla 1Ds Mark III di scattare anche a 3200 ISO se necessario. È inoltre presente la funzione "Highlight Tone Priority" (priorità alte luci) che espande la gamma dinamica per le alte luci stesse. La fotocamera non è più' disponibile sul mercato.

## Panoramica
- 2 processori DIGIC 3
- Risoluzione 21,1 megapixel
- Live view con autofocus

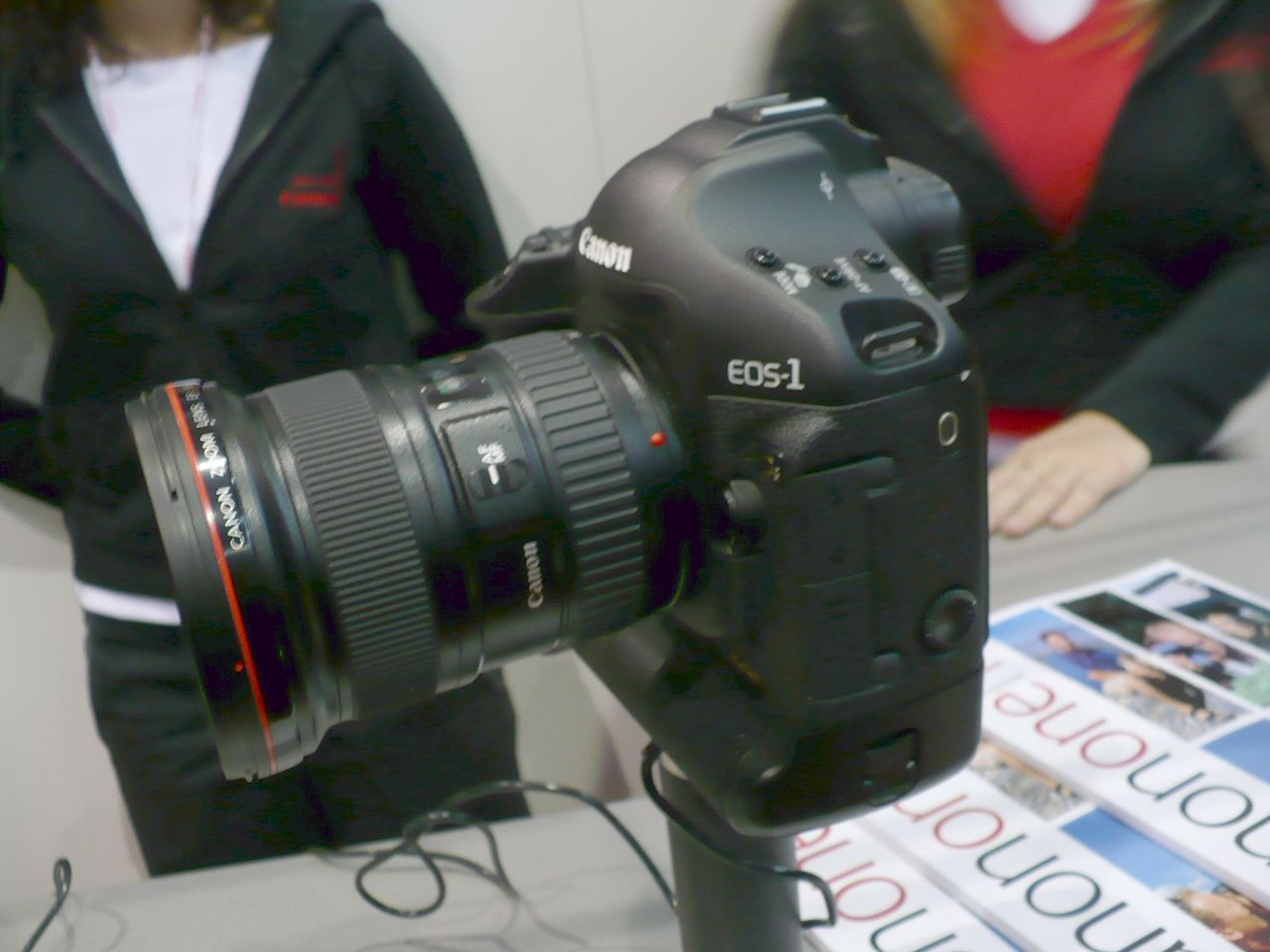

- Corpo tropicalizzato in lega di magnesio
- Trasferimento foto senza fili con il trasmettitore wireless opzionale WFT-E2
- Monitor LCD da 3,0" (risoluzione 230.000 punti)
- Scatto continuo da 5 foto/sec
- Convertitore analogico-digitale da 14-Bit
- Sistema di autopulizia del sensore "EOS integrated cleaning system"
- Compatibile con tutte le ottiche EF (come del resto tutte le fotocamere EOS) e con tutti i flash "Speedlite" della serie EX

## Risoluzioni
JPEG
- 5616 x 3744 (21 MP; 6,4 MB)
- 4992 x 3328 (16,6 MP; 5,2 MB)
- 4080 x 2720 (11 MP; 3,9 MB)
- 2784 x 1856 (5,2 MP; 2,2 MB)

Raw
- 5616 x 3744 (21 MP; 25,0 MB)
- 2784 x 1856 (5,2 MP; 14,5 MB)

## LCD e "Live view"
Il dorso della fotocamera è dotato di un monitor LCD da 3" (230000 pixel) più grande di quello da 2" presente sulla Mark II. Il "Live view" è una funzione che permette di utilizzare questo schermo LCD come un mirino, è anche possibile sovraimporre all'immagine ripresa una griglia di riferimento e l'istogramma. Quanto la fotocamera è collegata ad un computer questo modo di funzionamento può essere usato per comporre, impostare i parametri e fotografare le immagini utilizzando direttamente il software per computer fornito con la macchina fotografica.

## Collegamento GPS
Al trasmettitore dati WFT-E2 della fotocamera può essere collegato un ricevitore GPS di Dawntech, per contrassegnare ogni file con le coordinate geografiche. Tali coordinate sono salvate nei dati EXIF delle immagini.

## Aggiornamenti del firmware
Canon distribuisce saltuariamente degli aggiornamenti per il firmware in modo da aggiungere funzioni o risolvere eventuali difetti nel software stesso. È presente una pagina web di riferimento da cui gli utenti possono scaricare tali aggiornamenti Al marzo 2009 l'ultima versione era la 1.1.4, distribuita il 3 dello stesso mese.

## Affidabilità
L'otturatore della 1Ds Mark III è garantito da Canon per almeno 300000 scatti, significativamente più di ogni altra fotocamera EOS precedente. La macchina inoltre monta il nuovo sistema di autopulizia del sensore (EOS Integrated Cleaning System) ed è tropicalizzata cioè protetta contro le penetrazioni di polvere ed umidità. Se lo sportello della scheda di memoria è aperto mentre è in corso il salvataggio di un'immagine, la fotocamera emette un segnale acustico di avvertimento senza bloccare il trasferimento dati.
Al 20 febbraio 2008 ci sono state segnalazioni di alcune camere aventi un non perfetto allineamento tra sensore e mirino a pentaprisma. Canon ha riconosciuto il problema e sta riparando le fotocamere difettose.